# North Bannister
North Bannister is een plaats in de regio Wheatbelt in West-Australië. Het ligt 94 kilometer ten zuidoosten van Perth en 22 kilometer ten noordwesten van Wandering. North Bannister had volgens de volkstelling van 2021 geen inwoners.

## Geschiedenis
Ten tijde van de Europese kolonisatie leefden de Balardong Nyungah Aborigines in de streek.
In 1830 ontdekte kapitein Thomas Bannister de rivier de Bannister toen hij een route tussen de kolonie aan de rivier de Swan (later Perth) en de kolonie aan de King George Sound (later Albany) verkende. Landmeter-generaal John Septimus Roe vernoemde de rivier in 1832 daarom naar kapitein Bannister. Het plaatsje werd eveneens naar Bannister vernoemd.

## Beschrijving
North Bannister maakt deel uit van het landbouwdistrict Shire of Wandering. 

## Toerisme
Het ongeveer 1.000 kilometer lange Bibbulmunwandelpad loopt langs North Bannister.

## Transport
North Bannister ligt langs de Albany Highway. De GS1 en GE1-busdiensten van Transwa die tussen Perth en respectievelijk Albany en Esperance rijden, stoppen aan het 'Roadhouse' in North Bannister.